# Chemtrail

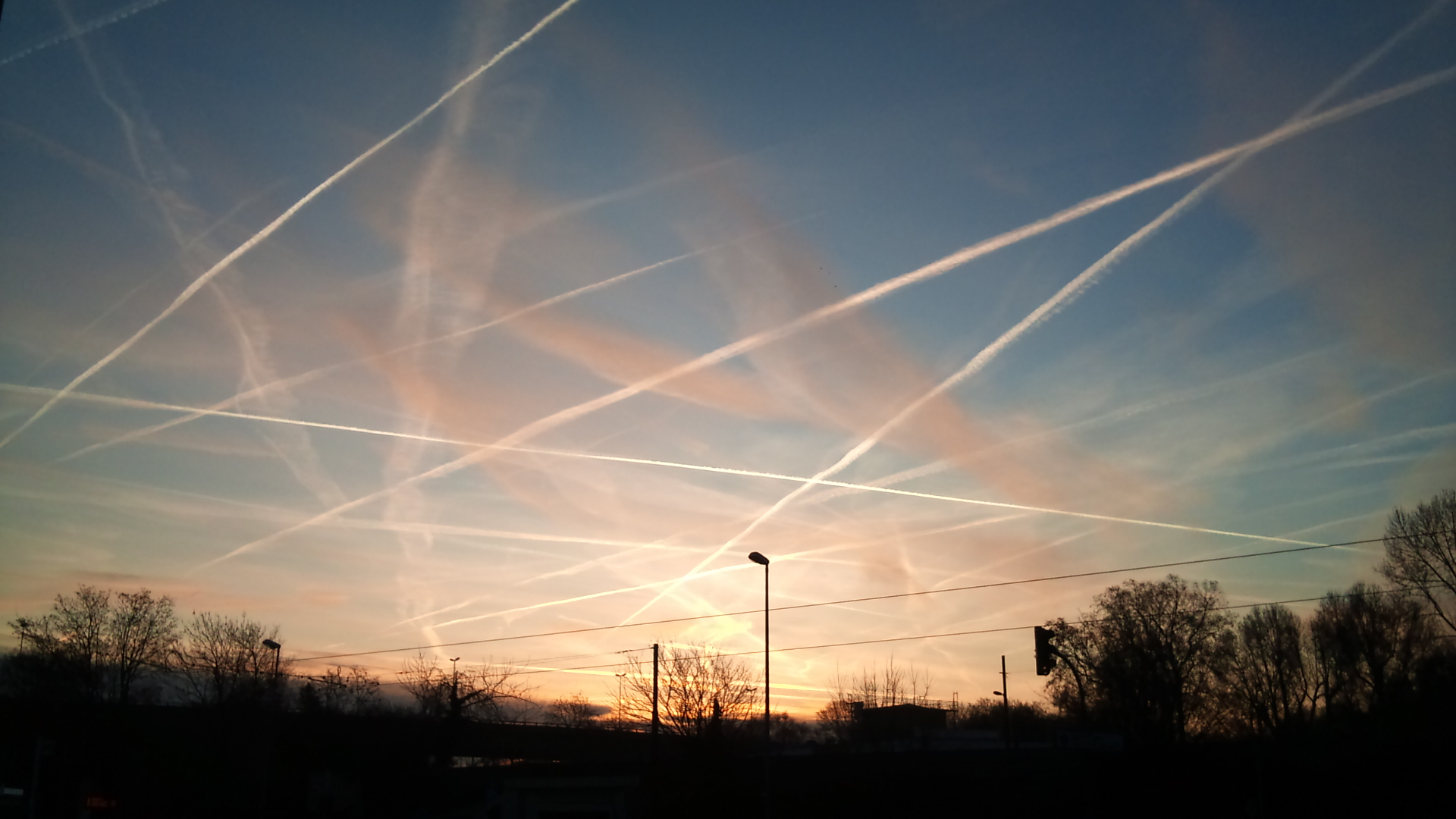
Himmel über Frankfurt am Main, Januar 2012: Solche Kondensstreifen werden von Vertretern der Verschwörungstheorie als „Chemtrails“ gedeutet.

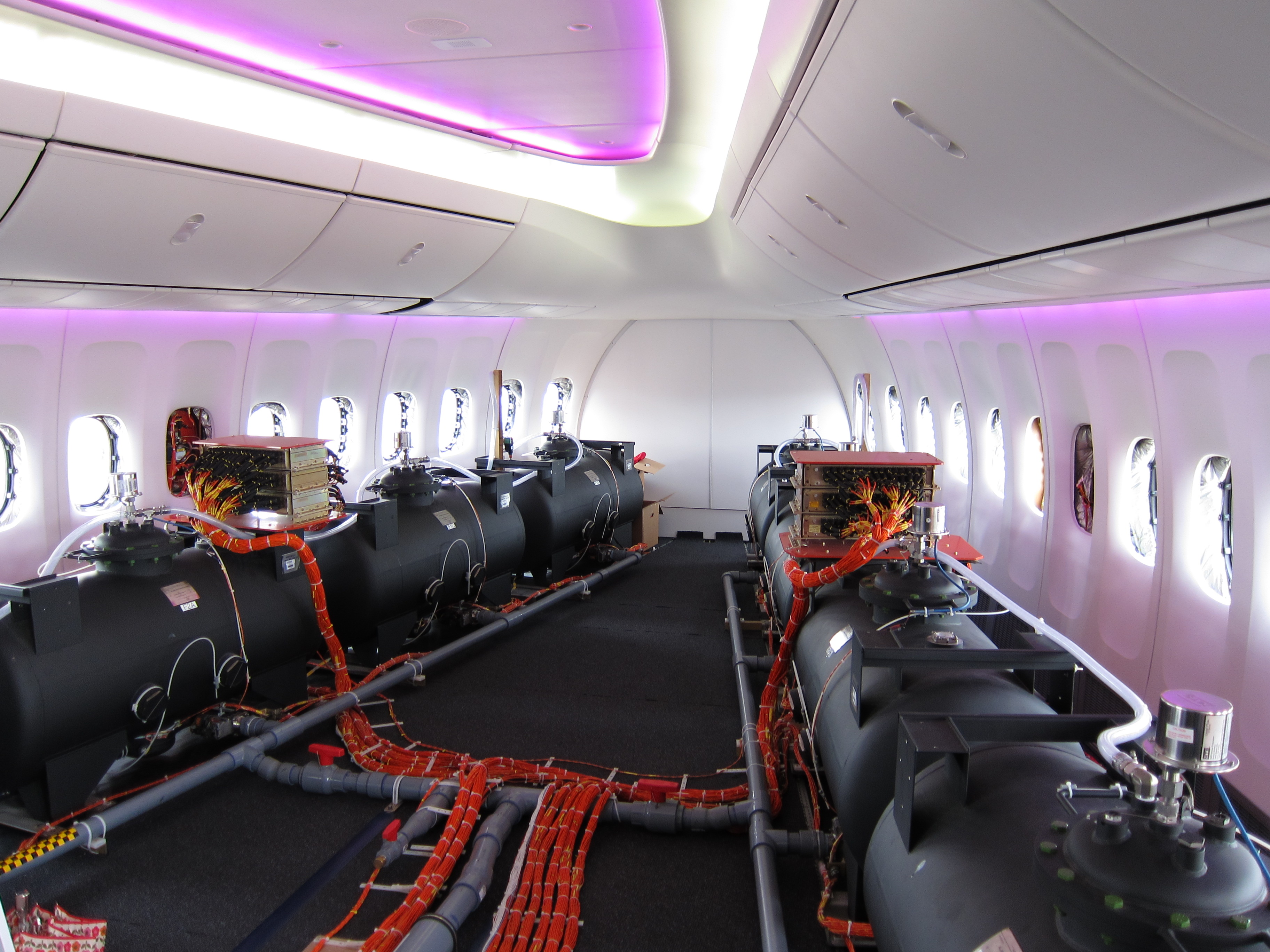
Mit Wasser gefüllte Ballasttanks in einem 747-8I-Prototyp während eines Versuchsflugs. Derartige Aufnahmen werden als vermeintlicher Beweis der Chemikalienausbringung angeführt.

Chemtrails [ˈkem.treɪlz] (anhörenⓘ, Kofferwort aus englisch Chemicals für „Chemikalien“ und Contrails für „Kondensstreifen“, zu deutsch etwa „Chemikalienstreifen“) sollen eine spezielle Art von Kondensstreifen sein, die gemäß den zugehörigen Verschwörungstheorien der absichtlichen weltweiten Ausbringung von giftigen Chemikalien und Zusatzstoffen dienen. Es wird behauptet, dass Chemtrails langlebiger als normale Kondensstreifen seien und sich flächiger ausbreiten würden. Auf Kondensstreifen zurückgehende, sich weiter ausbreitende Cirruswolken sind jedoch als Contrail-Cirrus wohlbekannt.
Von Chemtrails zu unterscheiden ist die Hagelabwehr durch Agrarflieger sowie der militärische Einsatz von Entlaubungsmitteln (siehe hierzu z. B. Agent Orange). Auch der Treibstoffschnellablass oder Rauchpatronen beim Kunstflug sind keine Themen der Chemtrail-Anhänger.
Als Motiv für Chemtrails werden unter anderem Geoengineering, eine gezielte Bevölkerungsreduktion oder militärische Zwecke behauptet. Die Verschwörungstheorie ist spätestens seit 1996 im Internet verbreitet.
Laut deutschem Umweltbundesamt gibt es weder für das Ausbringen von Chemikalien noch für auffällig geänderte Kondensstreifen wissenschaftliche Belege. Nichtregierungsorganisationen, Meteorologen und staatliche Institutionen haben ähnliche Stellungnahmen veröffentlicht, was die Beliebtheit und Verbreitung der „reinen Fiktion“ bislang nicht verringern konnte.

## Hintergrund
Als Grundlage der Verschwörungstheorie gelten Mutmaßungen Mitte der 1990er Jahre, die Luftwaffe der USA plane, Wetterbeeinflussung und Kondensstreifen militärisch zu nutzen. Die Air Force sieht die Chemtrailthesen als Hoax, mit dem unter anderem auf ein damaliges Strategiepapier „Weather as a Force Multiplier: Owning the Weather in 2025“ reagiert worden sein soll, ohne aber damals tatsächlichen militärischen Planungen oder Fähigkeiten zu entsprechen.

### Begriff und Absichten
Mit dem Begriff Chemtrail werden bestimmte langlebige und teils in Gittern auftretende Kondensstreifen bezeichnet, bei denen es sich nicht um normale, aus Eiskristallen bestehende Kondensstreifen handeln soll, sondern um Sprühspuren von diversen chemischen Substanzen. Über die vermutete Zusammensetzung dieser angeblich vorhandenen Stoffe besteht keine Einigkeit, oft nennen die Anhänger jedoch Barium- und Aluminium-Verbindungen als Bestandteil.
Im Normalfall hängt die Ausbreitungsform und -geschwindigkeit sowie die Beständigkeit der Kondensstreifen von Faktoren wie Temperatur, lokaler Windgeschwindigkeit und Luftfeuchtigkeit ab. Bei geringer Luftfeuchtigkeit lösen sich Kondensstreifen rascher auf. Bei hoher Luftfeuchtigkeit hingegen können Abgaspartikel als Kristallisationskeime wirken, weiteren Wasserdampf binden und sich bei entsprechenden Strömungen weit ausbreiten. Erhöhte Neigung zu langlebigen Kondensstreifen – häufig in Verbindung mit Cirruswolkenbildung – findet sich im Bereich von herannahenden Wetterfronten, die durch Hebungsvorgänge Feuchtigkeit in die hohen Luftschichten befördern (Aufgleiten bei Frontpassage). Dadurch wird das Kondensationsniveau erreicht.
In der Meteorologie werden Kondensstreifen als menschengemachte Cirruswolken bezeichnet (Cirrus homogenitus). Sie sind schon weit länger bekannt, als nach der Verschwörungstheorie die „organisierte Klimaänderung“ stattfindet. Die beobachtete Zunahme in Häufigkeit und Ausbreitung von Kondensstreifen am Himmel hängt vor allem mit dem starken Wachstum des Flugverkehrs zusammen. Allein in Deutschland hat sich die Zahl der Beförderungsleistung durch Flüge seit den 1980er Jahren verfünffacht. Bei über zwei Millionen Starts und Landungen pro Jahr kommt es dementsprechend zur Entwicklung einer deutlich größeren Zahl an Kondensstreifen als vorher. Außerdem neigen moderne Turbinen-Triebwerke zu vermehrter Kondensstreifenbildung; ihre effizientere Verbrennung führt zu erhöhtem Wasserdampfausstoß und geringeren Abgastemperaturen. Die von Flugzeugen gebildeten Wolken und ihre Effekte werden wissenschaftlich untersucht, sie verändern die Sichtverhältnisse in der Atmosphäre. Andererseits stellen zunehmende Streifenstrukturen eine ästhetische Veränderung des sichtbaren Himmels dar.

### Technische Umsetzungen
Zu den technischen Voraussetzungen der Chemtrails gibt es verschiedene, zum Teil widersprüchliche und technisch nicht schlüssige Erklärungsversuche. Gemäß einer Variante werden den Flugzeugtreibstoffen Chemikalien zugesetzt. Das würde eine Verbreitung von Polymeren, Mikroben oder pharmazeutisch wirksamen Substanzen, wie sie von einigen Verschwörungstheoretikern angenommen wird, ausschließen, da diese in den Brennkammern der Triebwerke zerstört würden. Die Verbreitung reiner metallischer oder mineralischer Substanzen über diesen Weg würde hingegen zu hohem Verschleiß an den Turbinenschaufeln der Triebwerke führen.
Andere Vermutungen gehen von einer Verbreitung der Substanzen mittels eingebauter Sprühvorrichtungen aus. Solche sollen etwa an der Flugzeugunterseite hinter verschlossenen Klappen verborgen sein. Somit könnten spezielle Sprühmaschinen mit eingewiesenem Personal Chemtrails ausbringen, oder die Substanzen würden automatisch, unbemerkt von den Piloten, während des Fluges von normalen Linienmaschinen durch hohle Drähte an den Tragflächenkanten versprüht. Tatsächlich kommt es an scharfen Kanten und Sensoren auch in niedrigeren Höhen gelegentlich zur Bildung von Kondensstreifen – angeblich geheimgehaltene Klappen oder Sprühsysteme wären spätestens bei der Vorflugkontrolle durch Servicepersonal und Crew zu entdecken. Diese Vorgänge werden gelegentlich für Fuel Dumping gehalten, was aber nur in Notfällen gestattet ist.

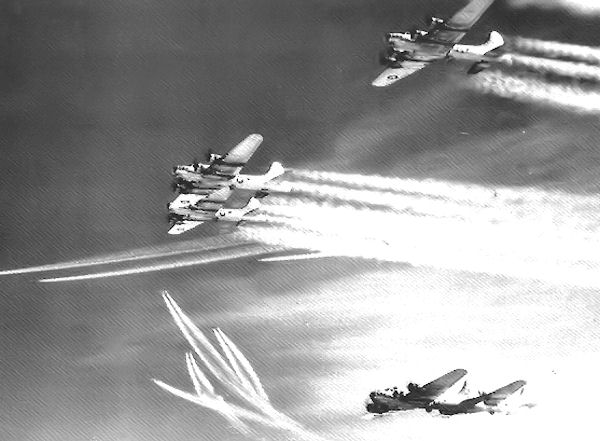
US-Bomber über Österreich, 1944. Kondensstreifen waren schon damals in großer Zahl am Himmel zu sehen.

### Motive und Ziele
Von Vertretern der Chemtrailtheorie werden verschiedene Zielsetzungen angenommen. So sollen Substanzen versprüht werden, um Geoengineering zu betreiben. Damit solle der Treibhauseffekt durch Reflexion von Sonnenlicht abgeschwächt und so die globale Erwärmung reduziert werden. Hierbei wird oft das Welsbach-Patent angeführt, in dem die Möglichkeit der Verminderung des Treibhauseffekts mittels großflächiger Verteilung von Partikeln in der Atmosphäre beschrieben wird. Auch wird spekuliert, dass Chemtrails der Bevölkerungsreduktion dienen könnten. Die zugesetzten Chemikalien sollen dieser Theorie zufolge die Zeugungsfähigkeit der Bevölkerung senken oder sie schlicht vergiften. Der Film Why in the world are they spraying? („Warum in aller Welt sind sie am Sprühen?“) vermutet unter anderem eine gezielte Vergiftung und Veränderung des pH-Wertes des Bodens mit Aluminiumverbindungen, um herkömmliches Saatgut unbrauchbar zu machen. Saatgutgroßkonzerne hätten längst schon präventiv genmanipulierte aluminiumresistente Sorten entwickelt.
Die Verbreiter dieser Verschwörungstheorie verfolgen teilweise kommerzielle Ziele. So werden im Internet für mehrere tausend Euro „Chembuster“ angeboten, Kupferrohre, die mit Kunstharz oder Bergkristallen gefüllt sind, und die vor den angeblichen Gefahren der Chemtrails schützen sollen.

## Stellungnahmen von Politik und Nichtregierungsorganisationen
2004 berichtete die Zeitschrift Raum & Zeit in dem Artikel „Die Zerstörung des Himmels“ über angebliche Chemtrails. In der Folgezeit fragten Bürger beim Umweltbundesamt (UBA) an, was es damit auf sich habe. Das Amt veröffentlichte im März 2011 eine Stellungnahme, wonach die in besagtem Artikel aufgestellten Behauptungen nicht glaubwürdig seien. Es gebe lediglich „theoretische Vorstellungen, zum Schutz des Klimas unterschiedliche Stoffe in die Atmosphäre einzubringen“, „diese Ansätze aus dem Bereich des Geoengineering“ konnten sich aber „nicht durchsetzen - auch nicht im experimentellen Maßstab“. Das UBA beruft sich auf den Deutschen Wetterdienst, in dessen Beobachtungsdaten keine auffälligen Veränderungen des Verhaltens von Kondensstreifen verzeichnet sind. Auch dem Deutschen Zentrum für Luft- und Raumfahrt (DLR) sind keine entsprechenden Phänomene bekannt, obwohl es seit vielen Jahren die Wirkung von Luftfahrtemissionen auf die Atmosphäre untersucht. Anfragen bei der Deutschen Flugsicherung und beim Deutschen Wetterdienst ergaben keine Hinweise auf auffällige Flugbewegungen und Kondensstreifen. Der WHO liegen keine Kenntnisse zur Existenz von besonderen Chemtrails vor. Das Verteidigungsministerium und das europäische Hauptquartier der US Air Force teilten mit, keine entsprechenden Projekte zu betreiben. Die Air Force beantwortete zudem Theorien, dass sie das Wetter manipuliere, mit einem Informationspapier zu Kondensstreifen. Wettermanipulationen würden durch die Air Force nicht vorgenommen, und man plane auch nicht, damit zu beginnen.
Das Greenpeace Magazin bewertete die Spekulationen über Chemtrails im Jahr 2004 in einem eigenen Artikel als Verschwörungstheorie und schloss sich den Ergebnissen des Umweltbundesamtes an.
Erwähnt werden Chemtrails in den USA 2001 in einer Gesetzesvorlage, dem Space Preservation Act, die dem Kongress durch den Politiker Dennis Kucinich erstmals vorgelegt wurde. Die Vorlage wurde abgelehnt, und Kucinich, der an der Ausarbeitung der Vorlage nicht direkt beteiligt war, äußerte später, dass er sich über die Erwähnung der Chemtrails nicht im Klaren war und er an diesem Thema nicht interessiert sei.
Im März 2007 stellten österreichische Nationalratsabgeordnete der FPÖ eine parlamentarische Anfrage an den damaligen Landwirtschaftsminister Josef Pröll (ÖVP). Darauf stellte das Landwirtschaftsministerium klar, dass ihm das Thema Chemtrails seit längerem bekannt sei und es derartige Vorgänge als überaus problematisch einstufen würde, dass es aber nach ausführlicher Recherche keinerlei Hinweise auf die Ausbringung derartiger Stoffe über Österreich gebe.
In Mecklenburg-Vorpommern stellte die NPD 2010 eine Kleine Anfrage im Landtag zu Chemtrails, um der Regierung „Wettermanipulation“ zu unterstellen. Alfred Steinleitner von der NPD referierte am 16. März 2011 in Deggendorf zum Thema „‚Chemtrails‘ – Globales Chemieverbrechen in der Atmosphäre!!!“ Hauptwortführer der Chemtrails-Bewegung in Deutschland ist der Rechtsanwalt Dominik Storr, der zu diesem Thema einen Rechtsstreit mit Jörg Kachelmann führte.
Der umweltpolitische Sprecher der CDU-Landtagsfraktion im niedersächsischen Landtag, Martin Bäumer, wollte Untersuchungen zur Existenz von Chemtrails durchführen lassen und stellte diesbezüglich 2016 drei parlamentarische Anfragen. Das niedersächsische Umweltministerium antwortete darauf, aufgrund von Kosten im fünfstelligen Bereich keine derartige Untersuchung zu planen.
Im Mai 2023 stellte der AfD-Abgeordnete Sebastian Wippel eine Anfrage zu Metallen in der Atmosphäre und deren systematische Einbringung zur Bevölkerungsreduktion an die sächsische Landesregierung.

## Überprüfung
Messungen zur chemischen Zusammensetzung der Luft in oberen Schichten und am Boden erbrachten bislang keinen Beleg für die Chemtrailhypothese. Entsprechende Untersuchungen gelten Anhängern als Teil der Verschwörung und damit als unglaubwürdig. Eigene Überprüfungen durch Vertreter der Chemtrailhypothese gibt es nicht. Von skeptischer Seite wird zudem darauf verwiesen, dass eine weltumspannende Vergiftung der Erdatmosphäre durch Chemtrails eine so große Zahl von Mitwissern unter den beteiligten Piloten, Flughafenmitarbeitern, Wissenschaftlern mit sich bringen würde, dass deren Geheimhaltung sehr unwahrscheinlich sei.
2016 veröffentlichte der Aerologe Ken Caldeira gemeinsam mit einigen Kollegen eine Umfrage unter führenden Atmosphärenwissenschaftlern und Geochemikern zu Chemtrails. Bei dieser ersten Expertenbegutachtung mit Peer-Review zum Thema gaben 76 der 77 befragten Wissenschaftler an, bei ihren Forschungen auf keinerlei Indizien für eine derartige Manipulation der Atmosphäre gestoßen zu sein. Die am Himmel sichtbaren Kondensstreifen ließen sich problemlos mit den Mitteln der konventionellen Chemie und Physik erklären. Unterschiedliche Streifenbildung zu unterschiedlichen Wetterlagen sind das Ergebnis der adiabatischen Zustandsänderung von Gasen unter unterschiedlichen Zuständen von Luftdruck, Temperatur und Luftfeuchte.

## Im Film
- Kdyby radši hořelo (englisch: Somewhere Over the Chemtrails), 2022